# Пашеку, Родригу
Родри́гу Паше́ку (порт. Rodrigo Otavio Soares Pacheco; род. 3 ноября 1976, Порту-Велью) — бразильский государственный и политический деятель. Занимает должность председателя Федерального сената и Национального конгресса Бразилии. Родился в Рондонии, в Национальном конгрессе представлял штат Минас-Жерайс, а с 2019 года занимал должность сенатора. Ранее он работал в Палате депутатов с 2015 по 2019 год.

## Биография
Родился в семье Элиу Кота Пашеку и Марты Марии Соареш. До того, как стать политиком, работал юристом, уделяя особое внимание уголовному праву.
В 2017 году проголосовал за предложение об импичменте президенту Бразилии Дилме Русеф и воздержался при голосовании за аналогичное коррупционное расследование в отношении преемника Мишела Темера. Проголосовал за бразильскую трудовую реформу 2017 года. 22 октября 2021 года объявил о присоединении к «Социал-демократической партии Бразилии» в качестве предварительного кандидата в президенты на всеобщих выборах в Бразилии 2022 года.